# 小新 (新潟市)
小新（こしん）は、新潟県新潟市西区の町字。現行行政地名は小新一丁目から小新五丁目と大字小新。住居表示は一丁目から五丁目が実施済み区域、大字が未実施区域。郵便番号は950-2023。

## 概要
1889年（明治22年）から現在までの大字。および、1990年（平成2年）から現在までの町名。信濃川支流西川の右岸に位置する。もとは江戸時代から1889年（明治22年）まであった小新村の区域の一部で、地名は開発者名を冠した旧称小左衛門新田が転じたものとされる。
区域内の緒立や的場には中世の城館跡が黒鳥にまたがって存在し、かつては白鳥潟、二枚潟、的場潟などの潟沼が散在する低湿地だった。

### 隣接する町字
北から東回り順に、以下の町字と隣接する。
- 山田
- 寺地
- 立仏
- 北場
- 的場流通
- 流通センター
- 緒立流通
- 黒鳥
- 亀貝
- 小新南
- 小新大通
- 小新西

※ 西川を挟んで坂井東、小針、平島と隣接。

## 歴史

### 分立した町字
1889年（明治22年）以後に、以下の町字が分立。
流通センター（りゅうつう -）
1982年（昭和57年）に分立した町字。
小新西（こしんにし）
1995年（平成7年）11月6日に分立した町字。
小新大通（こしんおおどおり）
2002年（平成14年）2月23日に分立した町字。
小新南（こしんみなみ）
2002年（平成14年）2月23日に分立した町字。

### 年表
- 1889年（明治22年）4月1日 : 合併により新貝村の大字となる。
- 1901年（明治34年）11月1日 : 合併により坂井輪村の大字となる。
- 1954年（昭和29年）11月1日 : 合併により新潟市の大字となる。
- 1990年（平成2年）10月1日 : 住居表示を実施し、小新一丁目から三丁目が分立する[9]。
- 2003年（平成15年）1月11日 : 小新四丁目が分立[10]。
- 2007年（平成19年）4月1日 : 新潟市の政令指定都市移行により、西区の大字となる。
- 2015年（平成27年）1月19日 : 小新白鳥東地区から小新五丁目が分立[11]。

## 世帯数と人口
2018年（平成30年）1月31日現在の世帯数と人口は以下の通りである。
| 大字・丁目 | 世帯数    | 人口    |
| ---------- | --------- | ------- |
| 小新       | 428世帯   | 914人   |
| 小新一丁目 | 93世帯    | 185人   |
| 小新二丁目 | 345世帯   | 778人   |
| 小新三丁目 | 312世帯   | 725人   |
| 小新四丁目 | 125世帯   | 291人   |
| 小新五丁目 | 187世帯   | 628人   |
| 計         | 1,490世帯 | 3,521人 |

## 小・中学校の学区
市立小・中学校に通う場合、学区は以下の通りとなる。
| 大字・丁目 | 番地 | 小学校               | 中学校               |
| ---------- | --- | -------------------- | -------------------- |
| 小新       | 237番地1〜2、238番地1～3、719～943番地 1106～1108番地、1133番地、1137番地 1138番地、1161～1184番地、1186～1212番地 1480〜1491番地、1493～1713番地、1763～1775番地         | 新潟市立小針小学校   | 新潟市立小針中学校   |
| 小新       | 944～1105番地、1109～1132番地、1134～1136番地 1139～1160番地、1213～1310番地、1714～1762番地 1776～2763番地、3626番地                                                     | 新潟市立坂井輪小学校 | 新潟市立小新中学校   |
| 小新       | 3877～3999番地、4000～4056番地、4062～4131番地 4143～4159番地、4161～4176番地、4178～4183番地 4185～4201番地、4231～4233番地、4274～4298番地 4708番地、4732番地、4737番地 | 新潟市立坂井東小学校 | 新潟市立坂井輪中学校 |
| 小新一丁目 | 全域 | 新潟市立東青山小学校 | 新潟市立小針中学校   |
| 小新二丁目 | 全域 | 新潟市立東青山小学校 | 新潟市立小針中学校   |
| 小新三丁目 | 1番1～16号・32～45号、2～4番 | 新潟市立東青山小学校 | 新潟市立小針中学校   |
| 小新三丁目 | 1番17～31号、5～19番 | 新潟市立小針小学校   | 新潟市立小針中学校   |
| 小新四丁目 | 全域 | 新潟市立小針小学校   | 新潟市立小針中学校   |
| 小新五丁目 | 全域 | 新潟市立小針小学校   | 新潟市立小針中学校   |

- 小新1224番地、1729～1760番地、1777～1951番地は、申請により新潟市立小針小学校へ就学できる地域。

## 主な企業・施設

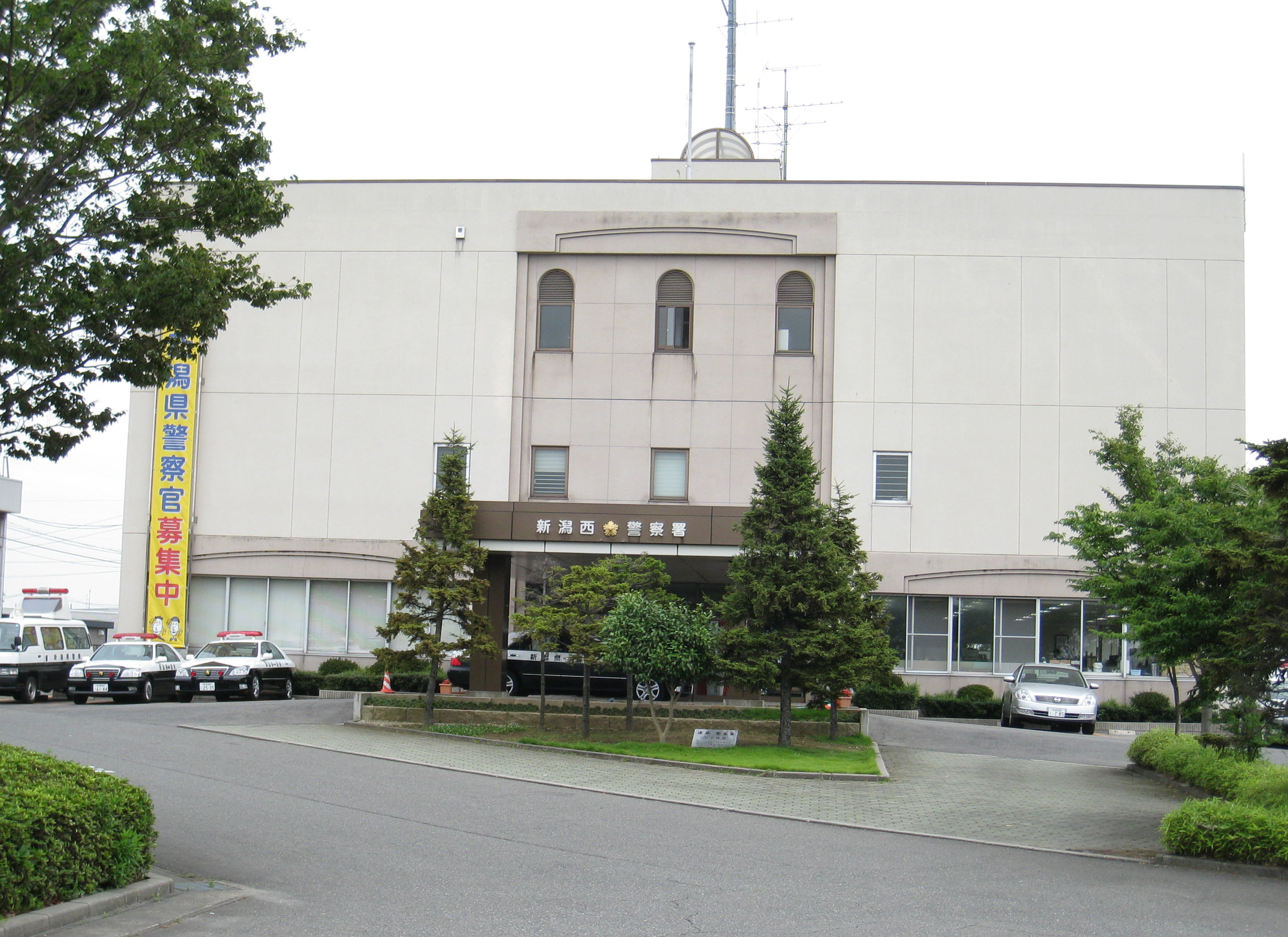
新潟西警察署

- 新潟西警察署
- アピタ新潟西店
- ヤマダ電機 テックランド新潟西店

## 交通

### 道路
- 新潟西バイパス
  - 小新IC